# Спилмен, Джонатан
Джонатан Саймон Спилмен (англ. Jonathan Simon Speelman; род. 2 октября 1956, Лондон) — английский шахматист, гроссмейстер (1980). Шахматный теоретик и литератор. Автор ряда книг по теории дебюта и эндшпиля.

## Шахматная карьера
В составе команды Англии победитель 1-го молодёжного чемпионата мира (1978). Чемпион Англии (1978, 1985 и 1986); лучшие результаты в других чемпионатах: 1981 и 1982 — 2-е; 1984 — 2-4-е; 1986 — 1-3-е м. В составе команды Англии участник 4 олимпиад (1980—1986) и других командных соревнований, в том числе 1-го командного первенства мира (Люцерн, 1985). Выступал в зональных турнирах ФИДЕ (1978, 1984); лучший результат: Брайтон (1984) — 1-2-е место. В межзональном турнире в Таско (1985) — 5-е, в Суботице (1987) — 1-3-е места. Победитель и призёр около 20 международных соревнований: Гастингс (1978/1979, 1981/1982, 1983/1984 и 1986/1987) — 2-5-е, 2-3-е, 1-2-е и 1-4-е; Фрунзе (1979) — 3-5-е; Брайтон (1979, 1980 и 1981) — 1-е, 1-2-е и 2-3-е; Марибор (1980) — 2-е; Дортмунд (1981) и Баня-Лука (1983) — 1-3-е; Сянган (Гонконг, 1984) — 3-4-е; Лондон (1985) — 1-е; Беэр-Шева (1987) — 1-2-е места. 
Участник матчей претендентов 1988/1989 (дошёл по полуфинала, где уступил Я. Тимману) и 1991/1993 (дошёл до 1/8 финала, где уступил Н. Шорту).

## Изменения рейтинга
| Графики недоступны из-за технических проблем. См. информацию на Фабрикаторе и на mediawiki.org. |

## Книги
- Best chess games 1970—1980, L., 1982.